# Atletismo nos Jogos Olímpicos de Verão de 2020 - Salto em altura feminino
O evento do salto em altura feminino nos Jogos Olímpicos de Verão de 2020 ocorreu entre os dias 5 e 7 de agosto de 2021 no Estádio Olímpico. Um total de 31 atletas de 20 nações participaram. Esta foi a 22ª aparição do evento em Jogos Olímpicos desde que o atletismo feminino foi introduzido em 1928.

## Qualificação
Um Comitê Olímpico Nacional (CON) pode inscrever até três atletas no evento feminino do salto em altura desde que todas atendam ao padrão de inscrição ou se classifiquem pelo ranking durante o período de qualificação (o limite de três está em vigor desde o Congresso Olímpico de 1930). O tempo padrão a qualificação foi de 1,96 metros. Este padrão foi "estabelecido com o único propósito de qualificar atletas com desempenhos excepcionais incapazes de se qualificar através do caminho do Ranking Mundial da IAAF". O ranking mundial, baseado na média dos cinco melhores resultados durante o período de qualificação e ponderado pela importância do evento, foi usado para qualificar as atletas até que o limite de 32 fosse alcançado.
O período de qualificação foi originalmente de 1 de maio de 2019 a 29 de junho de 2020. Devido à pandemia de COVID-19, este período foi suspenso de 6 de abril de 2020 a 30 de novembro de 2020, com a data de término estendida para 29 de junho de 2021. O início do período do ranking mundial a data também foi alterada de 1 de maio de 2019 para 30 de junho de 2020; os atletas que atingiram o padrão de qualificação naquela época ainda estavam qualificados, mas aqueles que usavam as classificações mundiais não seriam capazes de contar os desempenhos durante esse tempo. Os padrões de tempo de qualificação podem ser obtidos em várias competições durante o período determinado que tenham a aprovação da IAAF. Tanto competições ao ar livre quanto em recinto fechado eram elegíveis para a qualificação. Os campeonatos continentais mais recentes podem ser contados no ranking, mesmo que não durante o período de qualificação.
Os CONs também poderiam usar sua vaga de universalidade — cada CON pode inscrever um atleta independentemente do tempo, se não houver nenhum que atenda ao padrão de entrada a um evento de atletismo — no salto em altura.

## Formato
O evento continua a usar o formato de duas fases (eliminatórias e final) introduzido em 1912 (1928 para as mulheres). Nas eliminatórias houve dois grupos distintos de saltadoras com os resultados apurados na classificação geral. As saltadores eram eliminadas se cometessem três falhas consecutivas, seja em uma única altura ou entre várias alturas se tentassem avançar antes de passar por cima de uma altura.
A altura padrão na fase eliminatória foi de 1,95 metros, sendo que todas que ultrapassaram essa marca avançaram para a final. Um mínimo de 12 atletas precisaria avançar para a final; se menos de 12 fizessem a marca de qualificação, seriam classificados as atletas subsequentes (incluindo as empatadas após o uso das regras de desempate).
A final teve saltos começando logo abaixo da marca padrão e aumentando gradualmente, continuando até que todos as saltadores fossem eliminadas.

## Calendário
Horário local (UTC +9)
| 5 de agosto   | 7 de agosto |
| 9:10          | 19:35       |
| ------------- | ----------- |
| Eliminatórias | Final       |

## Medalhistas
| Ouro   | ROC Mariya Lasitskene   |
| Prata  | AUS Nicola McDermott    |
| Bronze | UKR Yaroslava Mahuchikh |

## Recordes
Antes desta competição, os recordes mundiais e olímpicos da prova eram os seguintes:
| Tipo | Atleta             | Marca  | Local  | Data                 |
| ---- | ------------------ | ------ | ------ | -------------------- |
|      | Stefka Kostadinova | 2,09 m | Roma   | 30 de agosto de 1987 |
|      | Yelena Slesarenko  | 2,06 m | Atenas | 28 de agosto de 2004 |

### Por região
| Região                             | Marca | Atleta                | Nação          |
| ---------------------------------- | ----- | --------------------- | -------------- |
| África                             | 2,06  | Hestrie Cloete        | África do Sul  |
| Ásia                               | 2,00  | Nadezhda Dubovitskaya | Cazaquistão    |
| Europa                             | 2,09  | Stefka Kostadinova    | Bulgária       |
| América do Norte, Central e Caribe | 2,05  | Chaunté Lowe          | Estados Unidos |
| Oceania                            | 2,01  | Nicola McDermott      | Austrália      |
| América do Sul                     | 1,96  | Solange Witteveen     | Argentina      |

Os seguintes recordes nacionais foram estabelecidos durante a competição:
| CON       | Atleta           | Rodada | Marca | Notas              |
| --------- | ---------------- | ------ | ----- | ------------------ |
| Austrália | Nicola McDermott | Final  | 2.02  | Recorde da Oceania |

## Resultados
Saltos
- Válido (o)
- Inválido (x)
- Dispensado (–)

### Eliminatórias
Regra de qualificação: marca padrão de 1.95 m (Q) ou pelo menos os 12 melhores atletas (q) avançam a final.
| Pos. | Grupo | Atleta                     | CON                | 1.82 | 1.86 | 1.90 | 1.93 | 1.95 | Marca | Notas                |
| ---- | ----- | -------------------------- | ------------------ | ---- | ---- | ---- | ---- | ---- | ----- | -------------------- |
| 1    | A     | Nicola McDermott           | AUS Austrália      | –    | o    | o    | o    | o    | 1.95  | Q                    |
| 1    | B     | Marija Vuković             | MNE Montenegro     | o    | o    | o    | o    | o    | 1.95  | Q                    |
| 3    | B     | Yaroslava Mahuchikh        | UKR Ucrânia        | –    | o    | xo   | o    | o    | 1.95  | Q                    |
| 4    | B     | Marie-Laurence Jungfleisch | GER Alemanha       | o    | o    | o    | o    | xo   | 1.95  | Q,                   |
| 4    | B     | Eleanor Patterson          | AUS Austrália      | –    | o    | o    | o    | xo   | 1.95  | Q                    |
| 4    | A     | Safina Sadullayeva         | UZB Uzbequistão    | –    | o    | o    | o    | xo   | 1.95  | Q                    |
| 7    | B     | Morgan Lake                | GBR Grã-Bretanha   | o    | o    | o    | xo   | xo   | 1.95  | Q                    |
| 8    | B     | Kamila Lićwinko            | POL Polônia        | –    | o    | xo   | xo   | xo   | 1.95  | Q,                   |
| 9    | A     | Vashti Cunningham          | USA Estados Unidos | –    | o    | o    | o    | xxo  | 1.95  | Q                    |
| 9    | B     | Mariya Lasitskene          | ROC                | o    | o    | o    | o    | xxo  | 1.95  | Q                    |
| 11   | A     | Iryna Herashchenko         | UKR Ucrânia        | o    | o    | o    | xo   | xxo  | 1.95  | Q                    |
| 11   | A     | Yuliya Levchenko           | UKR Ucrânia        | o    | o    | o    | xo   | xxo  | 1.95  | Q                    |
| 11   | A     | Maja Nilsson               | SWE Suécia         | o    | o    | xo   | o    | xxo  | 1.95  | Q                    |
| 14   | A     | Mirela Demireva            | BUL Bulgária       | xxo  | o    | xxo  | xo   | xxo  | 1.95  | Q,                   |
| 15   | B     | Erika Kinsey               | SWE Suécia         | o    | o    | o    | xxo  | xxx  | 1.93  | Recorde da temporada |
| 16   | A     | Emily Borthwick            | GBR Grã-Bretanha   | o    | xo   | o    | xxo  | xxx  | 1.93  | =                    |
| 16   | B     | Elena Vallortigara         | ITA Itália         | o    | o    | xo   | xxo  | xxx  | 1.93  |                      |
| 18   | A     | Daniela Stanciu            | ROU Romênia        | o    | o    | o    | xxx  |      | 1.90  |                      |
| 19   | A     | Karyna Demidik             | BLR Bielorrússia   | o    | o    | xo   | xxx  |      | 1.90  |                      |
| 20   | B     | Svetlana Radzivil          | UZB Uzbequistão    | o    | o    | xxo  | xxx  |      | 1.90  |                      |
| 20   | A     | Alessia Trost              | ITA Itália         | o    | o    | xxo  | xxx  |      | 1.90  |                      |
| 22   | A     | Ella Junnila               | FIN Finlândia      | o    | o    | xxx  |      |      | 1.86  |                      |
| 22   | A     | Salome Lang                | SUI Suíça          | o    | o    | xxx  |      |      | 1.86  |                      |
| 22   | B     | Levern Spencer             | LCA Santa Lúcia    | o    | o    | xxx  |      |      | 1.86  |                      |
| 25   | B     | Rachel McCoy               | USA Estados Unidos | o    | xo   | xxx  |      |      | 1.86  |                      |
| 25   | A     | Imke Onnen                 | GER Alemanha       | o    | xo   | xxx  |      |      | 1.86  |                      |
| 25   | B     | Ana Šimić                  | CRO Croácia        | o    | xo   | xxx  |      |      | 1.86  |                      |
| 28   | B     | Nadezhda Dubovitskaya      | KAZ Cazaquistão    | o    | xxo  | xxx  |      |      | 1.86  |                      |
| 28   | A     | Kristina Ovchinnikova      | KAZ Cazaquistão    | o    | xxo  | xxx  |      |      | 1.86  |                      |
| 28   | A     | Airinė Palšytė             | LTU Lituânia       | o    | xxo  | xxx  |      |      | 1.86  |                      |
| 31   | B     | Tynita Butts-Townsend      | USA Estados Unidos | xo   | xxx  |      |      |      | 1.82  |                      |

### Final
A final foi disputada em 7 de agosto, às 19:35 locais.
| Pos.              | Atleta                     | CON                | 1.84 | 1.89 | 1.93 | 1.96 | 1.98 | 2.00 | 2.02 | 2.04 | Marca | Notas                |
| ----------------- | -------------------------- | ------------------ | ---- | ---- | ---- | ---- | ---- | ---- | ---- | ---- | ----- | -------------------- |
| Medalha de ouro   | Mariya Lasitskene          | ROC                | o    | o    | o    | xxo  | xo   | xo   | o    | xo   | 2.04  | Recorde da temporada |
| Medalha de prata  | Nicola McDermott           | AUS Austrália      | –    | o    | o    | xo   | o    | o    | xo   | xxx  | 2.02  | Recorde da Oceania   |
| Medalha de bronze | Yaroslava Mahuchikh        | UKR Ucrânia        | –    | o    | o    | xo   | xxo  | xo   | x-   | xx   | 2.00  |                      |
| 4                 | Iryna Herashchenko         | UKR Ucrânia        | o    | o    | o    | o    | xo   | xxx  |      |      | 1.98  | =                    |
| 5                 | Eleanor Patterson          | AUS Austrália      | o    | o    | o    | o    | xxx  |      |      |      | 1.96  | =                    |
| 6                 | Vashti Cunningham          | USA Estados Unidos | o    | o    | o    | xo   | xx-  | x    |      |      | 1.96  |                      |
| 7                 | Safina Sadullayeva         | UZB Uzbequistão    | –    | o    | o    | xo   | xxx  |      |      |      | 1.96  | =                    |
| 8                 | Yuliya Levchenko           | UKR Ucrânia        | o    | o    | xo   | xo   | xx-  | x    |      |      | 1.96  | =                    |
| 9                 | Marija Vuković             | MNE Montenegro     | o    | o    | xo   | xxo  | xxx  |      |      |      | 1.96  |                      |
| 10                | Marie-Laurence Jungfleisch | GER Alemanha       | o    | o    | xo   | xxx  |      |      |      |      | 1.93  |                      |
| 11                | Kamila Lićwinko            | POL Polônia        | o    | o    | xxo  | xxx  |      |      |      |      | 1.93  |                      |
| 12                | Mirela Demireva            | BUL Bulgária       | xo   | o    | xxo  | xxx  |      |      |      |      | 1.93  |                      |
| 13                | Maja Nilsson               | SWE Suécia         | o    | xxx  |      |      |      |      |      |      | 1.84  |                      |
| –                 | Morgan Lake                | GBR Grã-Bretanha   |      |      |      |      |      |      |      |      | DNS   |                      |

Legenda
| Recorde mundial      | Recorde mundial (World record)               |                       | Recorde africano                      | Recorde africano (African) |                                           | Q | Classificado por posição (Qualified) |
| Recorde olímpico     | Recorde olímpico (Olympic record)            | Recorde da América    | Recorde da América (Americas)         | q                          | Classificado por melhor tempo (Qualified) |   |                                      |
| Melhor marca do ano  | Melhor marca do ano (World leading)          | Recorde asiático      | Recorde asiático (Asian)              | DNS                        | Não largou (Did not start)                |   |                                      |
| Recorde nacional     | Recorde nacional (National record)           | Recorde europeu       | Recorde europeu (European)            | DNF                        | Não terminou (Did not finish)             |   |                                      |
| Recorde pessoal      | Recorde pessoal do atleta (Personal best)    | Recorde da Oceania    | Recorde da Oceania (Oceania)          | DSQ / DQ                   | Desclassificado (Disqualified)            |   |                                      |
| Recorde da temporada | Recorde da temporada do atleta (Season best) | Recorde sul-americano | Recorde sul-americano (South America) | NM                         | Sem marca (No mark)                       |   |                                      |